# Nicolas de Thou
Nicolas de Thou, né à Paris en 1528, mort à Villebon-sur-Yvette le 5 novembre 1598 fut un membre éminent du clergé français, évêque de Chartres de 1573 à 1598. Il célébra en 1594 le sacre du roi Henri IV en la cathédrale Notre-Dame de Chartres.

## Biographie
Né à Paris, fils d'Augustin de Thou († en 1554), président à mortier du Parlement de Paris en 1535, frère de Christophe de Thou (1508 - 1582), premier président du Parlement en 1562, oncle de Jacques Auguste de Thou.
À partir de 1547, il servit en la cathédrale Notre-Dame de Paris puis devint par une bulle papale du 8 avril 1573 évêque de Chartres. Sa position d'évêque l’amena à avoir un rôle de premier plan dans la Huitième guerre de religion entre les trois  Henri qui vit le pouvoir passer de Henri III à Henri IV.
Son antipathie pour la Ligue catholique a rendu sa position difficile lorsque les habitants de Chartres, ralliés à cette ligue, fermèrent les portes de la ville aux troupes du roi Henri III le 17 janvier 1589, et accueillirent Charles de Mayenne pour tenter de faire reconnaître Charles de Bourbon comme roi sous le nom de Charles X.
Nicolas de Thou temporisa et reçut le 20 avril 1591 Henri de Navarre. Le 21 septembre 1591, il participa à l'assemblée des évêques de France qui déclara : « nulle, injuste et suggérée par la méchanceté des ennemis de la France » la bulle d'excommunication d'Henri de Navarre du pape Grégoire XIV.
Le 25 juillet 1593, il assista à l'abjuration d'Henri IV à basilique Saint-Denis. Puisque Reims était toujours sous la coupe de Charles de Mayenne, Chartres fut choisie pour le couronnement. Renaud de Beaune, archevêque de Bourges et nouvel archevêque de Sens réclamait l'honneur d'oindre le roi, Nicolas de Thou se fit nommer représentant de Nicolas de Pellevé qu'il venait de nommer archevêque de Reims pour procéder au couronnement.
Le sacre eut lieu le 27 février 1594 avec une huile miraculeuse de l'abbaye de Marmoutier à la place de celle de la Sainte Ampoule.
Nicolas de Thou meurt le 5 novembre 1598 à Villebon-sur-Yvette.

Henri IV et Nicolas de Thou
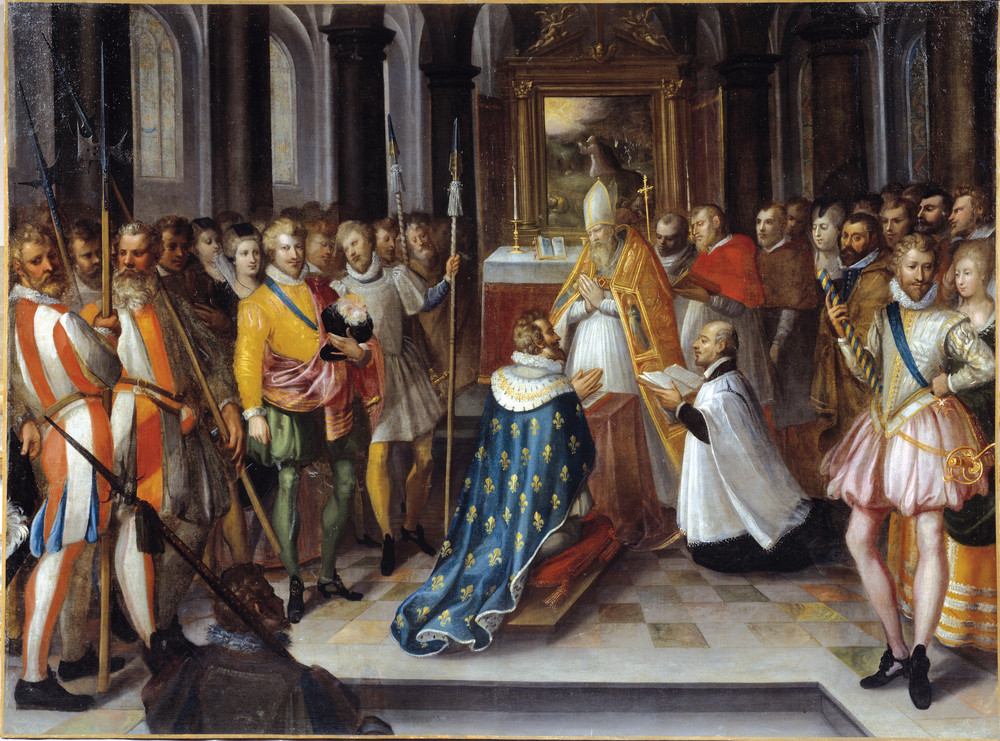
Abjuration de Henri IV à Saint Denis le 25 juillet 1593.
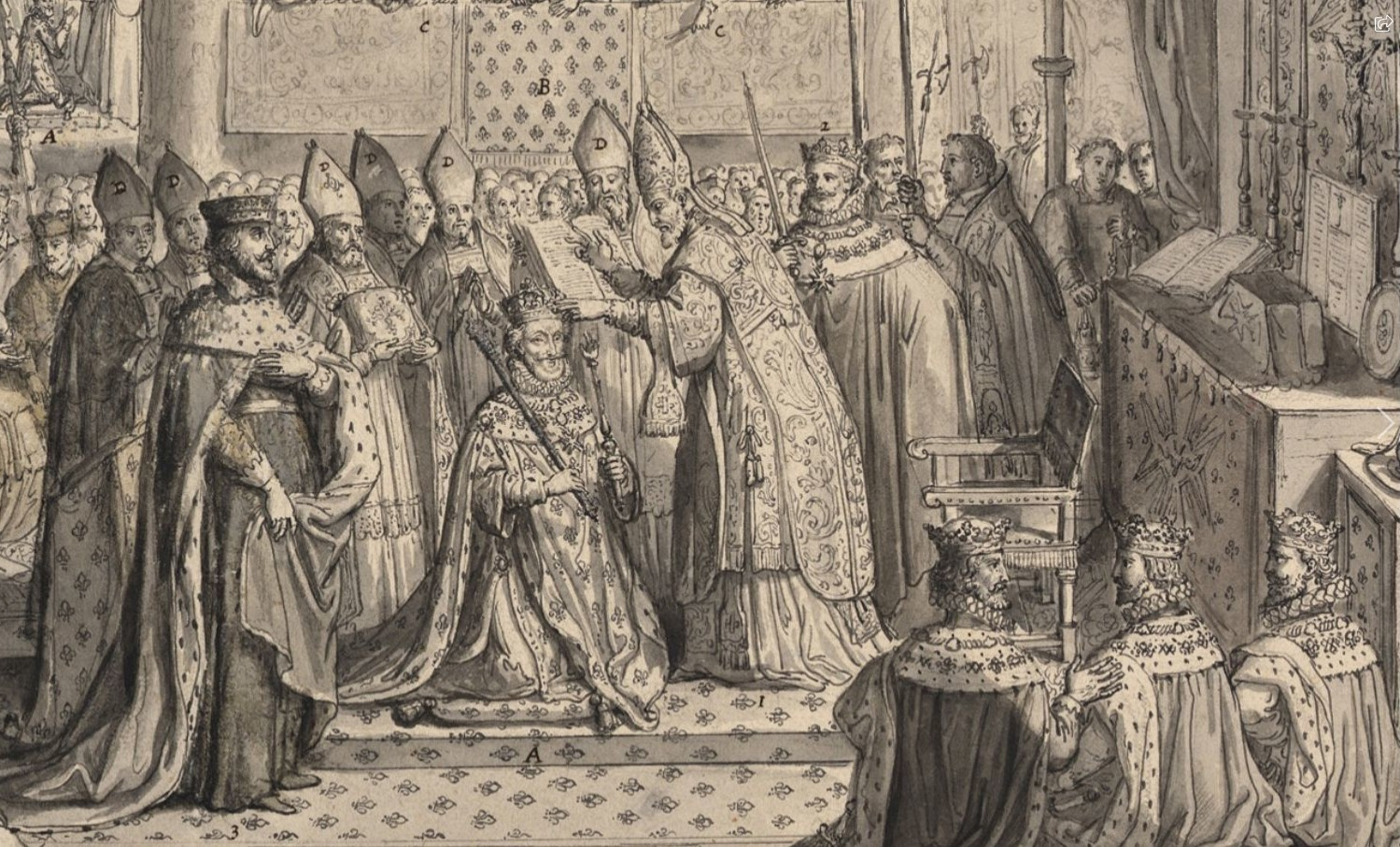
Sacre de Henri IV  à Chartres 27 février 1594.
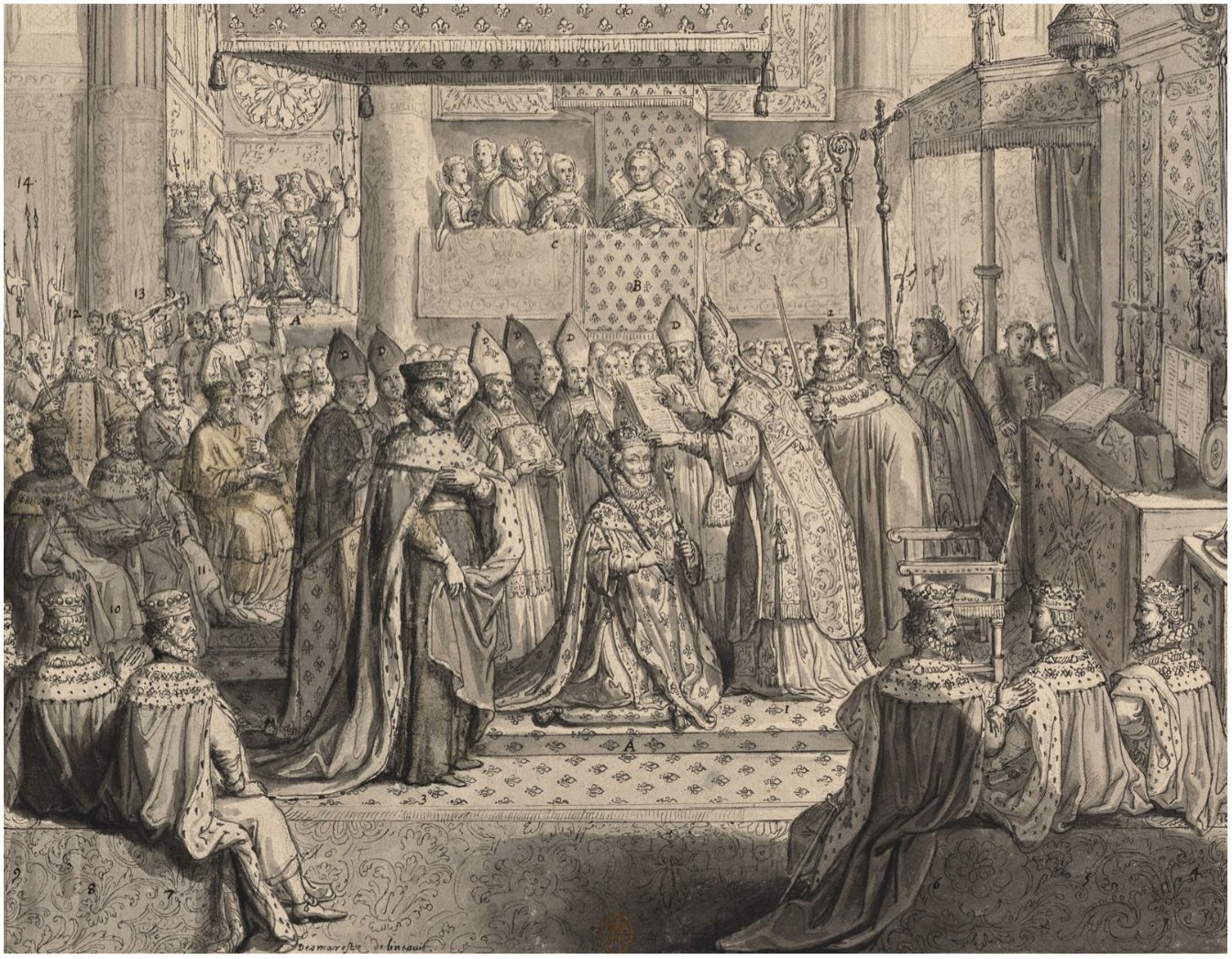
Gravure complète.
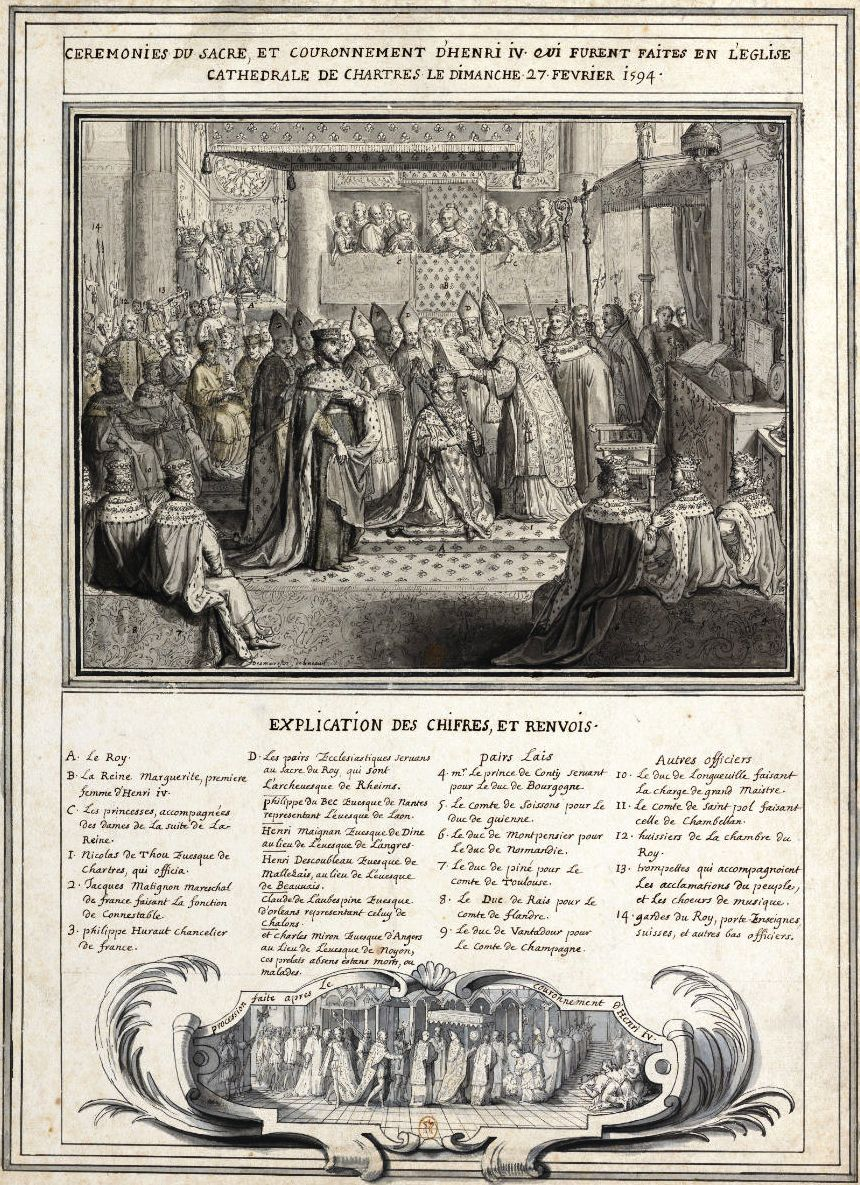
Gravure et liste des participants.

## Publications
Nicolas de Thou a laissé différentes écritures pastorales et un livre intitulé Cérémonies observées au sacre et couronnement d'Henri IV, roi de France.